# Defoma
O Debian Font Manager, ou simplesmente Defoma, é um framework para manipulação de fontes com o objetivo de automatizar o processo de configuração de caracteres gráficos. Os pacotes de fontes precisam ser registrados no Defoma para serem utilizados de maneira automatizada ou pode-se fazer também um script para isso.
No sistema operacional Debian GNU/Linux, faz parte dos pacotes de administração e configuração do sistema e é implementado na linguagem de programação Perl.

## Histórico
Criado em 2 de dezembro de 2000 por Yasuhiro Take, era constituído de um conjunto de scripts que mais tarde foram transcritos para Perl, mas ainda se encontra categorizado como instável.
No Debian este pacote depende dos seguintes pacotes:
- file
- perl (5.6.0-16 ou posteriores)
- whiptail ou dialog (para criar caixas de diálogos amigáveis)

É recomendável instalar estes pacotes:
- libft-perl (biblioteca para manipulação de fontes FreeType pelo perl)
- defoma-doc (documentação do Defoma)

É sugerido instalar estes pacotes:
- dfontmgr (interface gráfica para o Defoma)
- psfontmgr (manipulador de fontes para PostScript, faz parte do Defoma)
- x-ttcidfont-conf (configurador de fontes TrueType para o servidor X)